# Lowell Bollinger
Lowell M. Bollinger (* 28. April 1923 in Greene County, Virginia; † 25. September 2014 in Harpswell, Maine) war ein US-amerikanischer experimenteller Kernphysiker.
Bollinger studierte am Oberlin College mit dem Bachelor-Abschluss 1943, war von 1943 bis 1946 als Physiker beim National Advisory Committee for Aeronautics und wurde 1951 in Physik an der Cornell University promoviert mit einer Dissertation über eine der frühesten Messungen kosmischer Strahlung unter Tage (in einer 6600 m tiefen Salzmine). Seit 1951 war er am Argonne National Laboratory, wo er von 1963 bis 1971 und von 1973 bis 1974 Direktor der Physik Abteilung war. Von 1971 bis 1992 war er dort Direktor des Schwerionenbeschleunigers Superconducting Linear Accelerator (ATLAS, Argonne Tandem Linear Accelerator System). Er ging 1978 in Betrieb und war der erste supraleitende Beschleuniger für Schwerionen.
1957 wurde er Fellow der American Physical Society. 1986 erhielt er den Tom-W.-Bonner-Preis für Kernphysik für seine Beiträge zu und seine Führungsrolle in der Entwicklung eines supraleitenden Linearbeschleunigers für die Produktion von Ionenstrahlen hoher Qualität, eine neue Technologie die die Basis für Kernstrukturuntersuchungen erweiterte (Laudatio).

## Einzelnachweis
1. ↑  http://cerncourier.com/cws/article/cern/60164

| Personendaten    | Personendaten              |
| ---------------- | -------------------------- |
| NAME             | Bollinger, Lowell          |
| ALTERNATIVNAMEN  | Bollinger, Lowell M.       |
| KURZBESCHREIBUNG | US-amerikanischer Physiker |
| GEBURTSDATUM     | 28. April 1923             |
| GEBURTSORT       | Greene County, Virginia    |
| STERBEDATUM      | 25. September 2014         |
| STERBEORT        | Harpswell, Maine           |